# حديقة شجرة جوشوا الوطنية

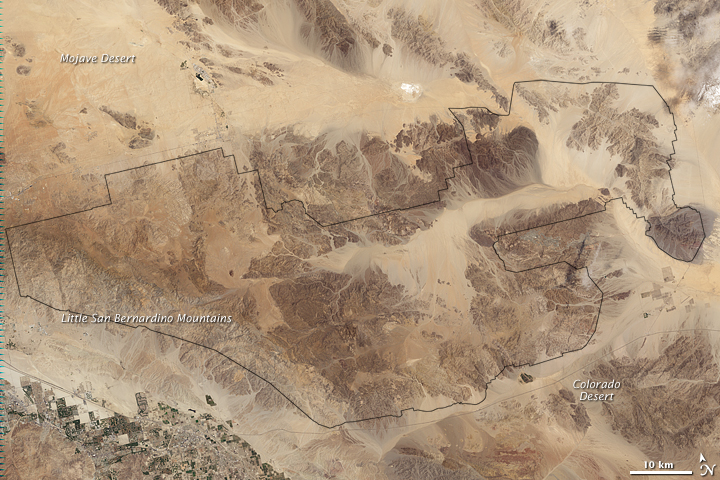
خارطة حديقة شجرة جوشوا الوطنية

حديقة شجرة جوشوا الوطنية (بالإنجليزية: Joshua Tree National Park)‏ تقع في جنوب شرق ولاية كاليفورنيا ، هي الحديقة البرية أسست بتاريخ 31 أكتوبر عام 1994م، وزار الحديقة نحو 1,383,340 زائر.

## المناخ
يظهر الجدول التالي التغييرات المناخية على مدار السنة لحديقة شجرة جوشوا الوطنية:
| البيانات المناخية لـحديقة شجرة جوشوا الوطنية | البيانات المناخية لـحديقة شجرة جوشوا الوطنية | البيانات المناخية لـحديقة شجرة جوشوا الوطنية | البيانات المناخية لـحديقة شجرة جوشوا الوطنية | البيانات المناخية لـحديقة شجرة جوشوا الوطنية | البيانات المناخية لـحديقة شجرة جوشوا الوطنية | البيانات المناخية لـحديقة شجرة جوشوا الوطنية | البيانات المناخية لـحديقة شجرة جوشوا الوطنية | البيانات المناخية لـحديقة شجرة جوشوا الوطنية | البيانات المناخية لـحديقة شجرة جوشوا الوطنية | البيانات المناخية لـحديقة شجرة جوشوا الوطنية | البيانات المناخية لـحديقة شجرة جوشوا الوطنية | البيانات المناخية لـحديقة شجرة جوشوا الوطنية | البيانات المناخية لـحديقة شجرة جوشوا الوطنية |
| الشهر                                        | يناير                                        | فبراير                                       | مارس                                         | أبريل                                        | مايو                                         | يونيو                                        | يوليو                                        | أغسطس                                        | سبتمبر                                       | أكتوبر                                       | نوفمبر                                       | ديسمبر                                       | المعدل السنوي                                |
| -------------------------------------------- | -------------------------------------------- | -------------------------------------------- | -------------------------------------------- | -------------------------------------------- | -------------------------------------------- | -------------------------------------------- | -------------------------------------------- | -------------------------------------------- | -------------------------------------------- | -------------------------------------------- | -------------------------------------------- | -------------------------------------------- | -------------------------------------------- |
| متوسط درجة الحرارة الكبرى °ف (°م)            | 59.2 (15.1)                                  | 61.1 (16.2)                                  | 66.4 (19.1)                                  | 75.3 (24.1)                                  | 84.3 (29.1)                                  | 92.8 (33.8)                                  | 97.7 (36.5)                                  | 96.7 (35.9)                                  | 91.3 (32.9)                                  | 80.0 (26.7)                                  | 67.2 (19.6)                                  | 58.6 (14.8)                                  | 77.6 (25.3)                                  |
| المتوسط اليومي °ف (°م)                       | 47.2 (8.4)                                   | 48.9 (9.4)                                   | 53.3 (11.8)                                  | 59.9 (15.5)                                  | 68.2 (20.1)                                  | 76.4 (24.7)                                  | 82.4 (28.0)                                  | 81.7 (27.6)                                  | 75.7 (24.3)                                  | 64.7 (18.2)                                  | 53.7 (12.1)                                  | 46.5 (8.1)                                   | 63.3 (17.4)                                  |
| متوسط درجة الحرارة الصغرى °ف (°م)            | 35.1 (1.7)                                   | 36.7 (2.6)                                   | 40.3 (4.6)                                   | 44.6 (7.0)                                   | 52.1 (11.2)                                  | 60.0 (15.6)                                  | 67.0 (19.4)                                  | 66.8 (19.3)                                  | 60.1 (15.6)                                  | 49.4 (9.7)                                   | 40.1 (4.5)                                   | 34.5 (1.4)                                   | 49.0 (9.4)                                   |
| الهطول إنش (مم)                              | 0.88 (22)                                    | 0.84 (21)                                    | 0.66 (17)                                    | 0.19 (4.8)                                   | 0.07 (1.8)                                   | 0.01 (0.25)                                  | 0.32 (8.1)                                   | 0.82 (21)                                    | 0.26 (6.6)                                   | 0.30 (7.6)                                   | 0.32 (8.1)                                   | 0.78 (20)                                    | 5.45 (138)                                   |
| متوسط الرطوبة النسبية (%)                    | 40.7                                         | 43.0                                         | 42.9                                         | 37.4                                         | 35.1                                         | 26.2                                         | 28.6                                         | 31.0                                         | 30.1                                         | 31.4                                         | 34.6                                         | 37.9                                         | 34.9                                         |
| المصدر: PRISM Climate Group                  |                                              |                                              |                                              |                                              |                                              |                                              |                                              |                                              |                                              |                                              |                                              |                                              |                                              |

## مصدر
1. ↑  قالب:NPS area
2. ↑  "PRISM Climate Group, Oregon State University". www.prism.oregonstate.edu. مؤرشف من الأصل في 2019-08-25. اطلع عليه بتاريخ 2019-07-12.

## وصلات خارجية
- الموقع الرسمي
 by the إدارة المتنزهات الوطنية
- Map of Joshua Tree National Park
- Geologic Travel Cuide: article by the American Geological Institute
- "Keys Ranch: Where Time Stood Still", a National Park Service Teaching with Historic Places (TwHP) lesson plan
- Joshua Tree National Park Bird Checklist with seasonal info.
- "Motorcycle Classics" Motorcycling through Joshua Tree National Park article
- نظام المسح الجيولوجي الأمريكي للمعلومات الجغرافية: Hidden Valley